# Monique Curi
Monique Waller Curi (Belo Horizonte, 3 de fevereiro de 1968) é uma atriz brasileira.

## Carreira
Seu primeiro trabalho na televisão foi uma participação na novela Os Gigantes. Um ano após a novela, interpretou Soninha em Marina. Teve seu primeiro papel de destaque na novela Baila Comigo como a introvertida Cristina. A partir desse trabalho, Monique começou a trabalhar com o autor Manoel Carlos. Seus papéis mais marcantes estão a pacífica Glória em Sol de Verão (1982), a doce Lídia de Felicidade (1991) e a mau-caráter Mariana de História de Amor (1995).
Em 1987, o diretor Marcos Paulo convidou a atriz para participar da telenovela O Outro, porém o papel foi dado a atriz Cláudia Abreu. Na época, a atriz cursava psicologia, mas nunca veio a exercer a profissão. A atriz afirmou, em entrevista ao programa Encontro com Fátima Bernardes, que se arrependeu bastante de não ter aceitado o trabalho.

## Filmografia

### Televisão
| Ano  | Título            | Papel                   | Notas                                   |
| ---- | ----------------- | ----------------------- | --------------------------------------- |
| 1979 | Os Gigantes       | Paloma Gurgel (criança) | Participação                            |
| 1980 | Marina            | Soninha                 |                                         |
| 1981 | Baila Comigo      | Cristina Gomide (Cris)  |                                         |
| 1982 | Quem Ama não Mata | Angela Meira            |                                         |
| 1982 | Sol de Verão      | Glória (Glorinha)       |                                         |
| 1984 | Transas e Caretas | Lívia                   |                                         |
| 1991 | Felicidade        | Lídia de Sousa          |                                         |
| 1995 | História de Amor  | Mariana Gomide Sampaio  |                                         |
| 2000 | Laços de Família  | Antonia                 |                                         |
| 2012 | Salve Jorge       | Maria Helena (Lena)     |                                         |
| 2014 | Em Família        | Telma                   |                                         |
| 2016 | Haja Coração      | Dulce Talarico          | Episódios: "8 de outubro–5 de novembro" |
| 2024 | Família É Tudo    | Drª Dulce               | Participação                            |